# Сюрен
Сюрѐн (на френски: Suresnes) е град в Северна Франция, департамент О дьо Сен на регион Ил дьо Франс. Той е западно предградие на Париж, разположено на 9 km от центъра на града на левия бряг на река Сена. Населението му е около 44 700 души (2007).

## Известни личности
Починали в Сюрен
- Зогу (1895-1961), крал на Албания
- Жак Канети (1909-1997), музикален продуцент